# Liste von Freizeitparks in den Niederlanden
Dies ist eine Liste von  Freizeitparks in den Niederlanden sortiert nach Gründungsjahr. Die Übersicht umfasst nicht nur große Freizeitparks, sondern auch regional bekannte Attraktionen die gerne von Familien besucht werden.
Die kleineren Freizeitparks haben leider nicht immer eine Deutsche Internetseite.

## Liste bestehender Freizeitparks
| Freizeitpark                    | Platz               | Provinz       | Gründungsjahr | Bild |
| ------------------------------- | ------------------- | ------------- | ------------- | ---- |
| Julianatoren                    | Apeldoorn           | Gelderland    | 1910          |      |
| Plaswijckpark                   | Rotterdam           | Zuid-Holland  | 1923          |      |
| De Waarbeek                     | Hengelo             | Overijssel    | 1924          |      |
| Oud Valkeveen                   | Naarden             | Noord-Holland | 1930          |      |
| Park Tivoli                     | Berg en Dal         | Gelderland    | 1930          |      |
| Duinrell                        | Wassenaar           | Zuid-Holland  | 1935          |      |
| Avonturenpark Hellendoorn       | Hellendoorn         | Overijssel    | 1936          |      |
| Drievliet                       | Den Haag            | Zuid-Holland  | 1938          |      |
| Speelpark Hoge Boekel           | Enschede            | Overijssel    | 1939          |      |
| De Leemkuil                     | Nijmegen            | Gelderland    | 1946          |      |
| Steinerbos                      | Stein               | Limburg       | 1946          |      |
| Sprookjesbos Valkenburg         | Valkenburg          | Limburg       | 1950          |      |
| Efteling                        | Kaatsheuvel         | Noord-Brabant | 1952          |      |
| Madurodam                       | Den Haag            | Zuid-Holland  | 1952          |      |
| Drouwenerzand                   | Drouwen             | Drenthe       | 1956          |      |
| Attractiepark Sprookjeshof      | Zuidlaren           | Drenthe       | 1957          |      |
| Duinen Zathe                    | Appelscha           | Friesland     | 1958          |      |
| Attractiepark Slagharen         | Slagharen           | Overijssel    | 1963          |      |
| Linnaeushof                     | Bennebroek          | Noord-Holland | 1963          |      |
| Speelland Beekse Bergen         | Hilvarenbeek        | Noord-Brabant | 1964          |      |
| Sybrandy's Speelpark            | Oudemirdum          | Friesland     | 1964          |      |
| Dolfinarium Harderwijk          | Harderwijk          | Gelderland    | 1965          |      |
| Aviodrome                       | Lelystad            | Flevoland     | 1973          |      |
| Sprookjeswonderland             | Enkhuizen           | Noord-Holland | 1973          |      |
| Het Land van Jan Klaassen       | Braamt              | Gelderland    | 1978          |      |
| BillyBird Park Hemelrijk        | Volkel              | Noord-Brabant | 1986          |      |
| Kabouterland                    | Exloo               | Drenthe       | 1987          |      |
| Archeon                         | Alphen aan den Rijn | Zuid-Holland  | 1994          |      |
| Walibi Holland                  | Biddinghuizen       | Flevoland     | 1994          |      |
| Kameleondorp                    | Terhorne            | Friesland     | 1997          |      |
| Deltapark Neeltje Jans          | Vrouwenpolder       | Zeeland       | 1997          |      |
| Aardbeienland                   | Horst aan de Maas   | Limburg       | 1998          |      |
| DippieDoe                       | Best                | Noord-Brabant | 1999          |      |
| KidZcity                        | Utrecht             | Utrecht       | 1999          |      |
| Kinderstad Heerlen              | Heerlen             | Limburg       | 1999          |      |
| Toverland                       | Sevenum             | Limburg       | 2001          |      |
| Doolhofpark Bakkeveen           | Bakkeveen           | Friesland     | 2002          |      |
| Mondo Verde                     | Landgraaf           | Limburg       | 2002          |      |
| Miniworld Rotterdam             | Rotterdam           | Zuid-Holland  | 2007          |      |
| Mini Mundi                      | Middelburg          | Zeeland       | 2009          |      |
| 't Veluws Zandsculpturenfestijn | Garderen            | Gelderland    | 2009          |      |
| Plopsa Indoor Coevorden         | Coevorden           | Drenthe       | 2010          |      |
| Hof van Eckberge                | Eibergen            | Gelderland    | 2012          |      |
| Dinoland Zwolle                 | Zwolle              | Overijssel    | 2015          |      |
| BillyBird Park Drakenrijk       | Beesel              | Limburg       | 2016          |      |
| Dino Experience Park            | Gouda               | Zuid-Holland  | 2020          |      |